# Мечеть Шейха Ібрагіма
Мечеть Шейха Ібрагіма (азерб. Şeyx İbrahim məscidi) — мечеть початку XV століття, розташована в столиці Азербайджану місті Баку, в історичній частині міста Ічері-Шехер.

## Історія
Побудована в 1415-1416 Хаджа Амір Шахом в роки правління ширваншаха Ібрагіма I (1382-1417). Над вхідними дверима в мечеть збереглася китабе з виконаним різьбленням по каменю арабомовним написом. На китабі написано дату замовлення будівництва та ім'я будівельника.
Фасад, розділений на три частини пласкими пілястрами, виконаний асиметрично. У єдиному залі для молитов мечеті розташований невеликий сталактитовий міхраб. На стінах інтер'єру є глибокі ніші.

## Галерея

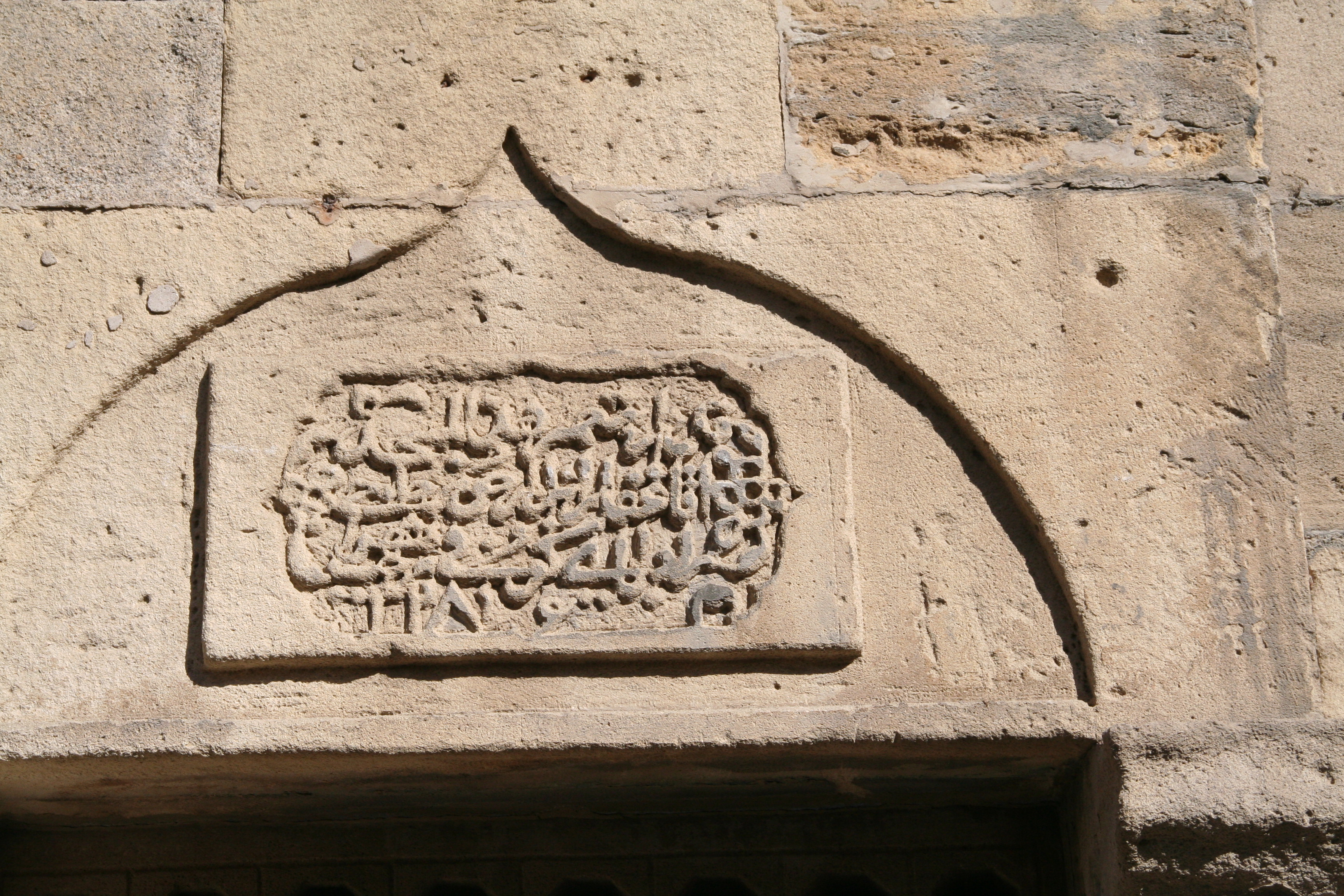
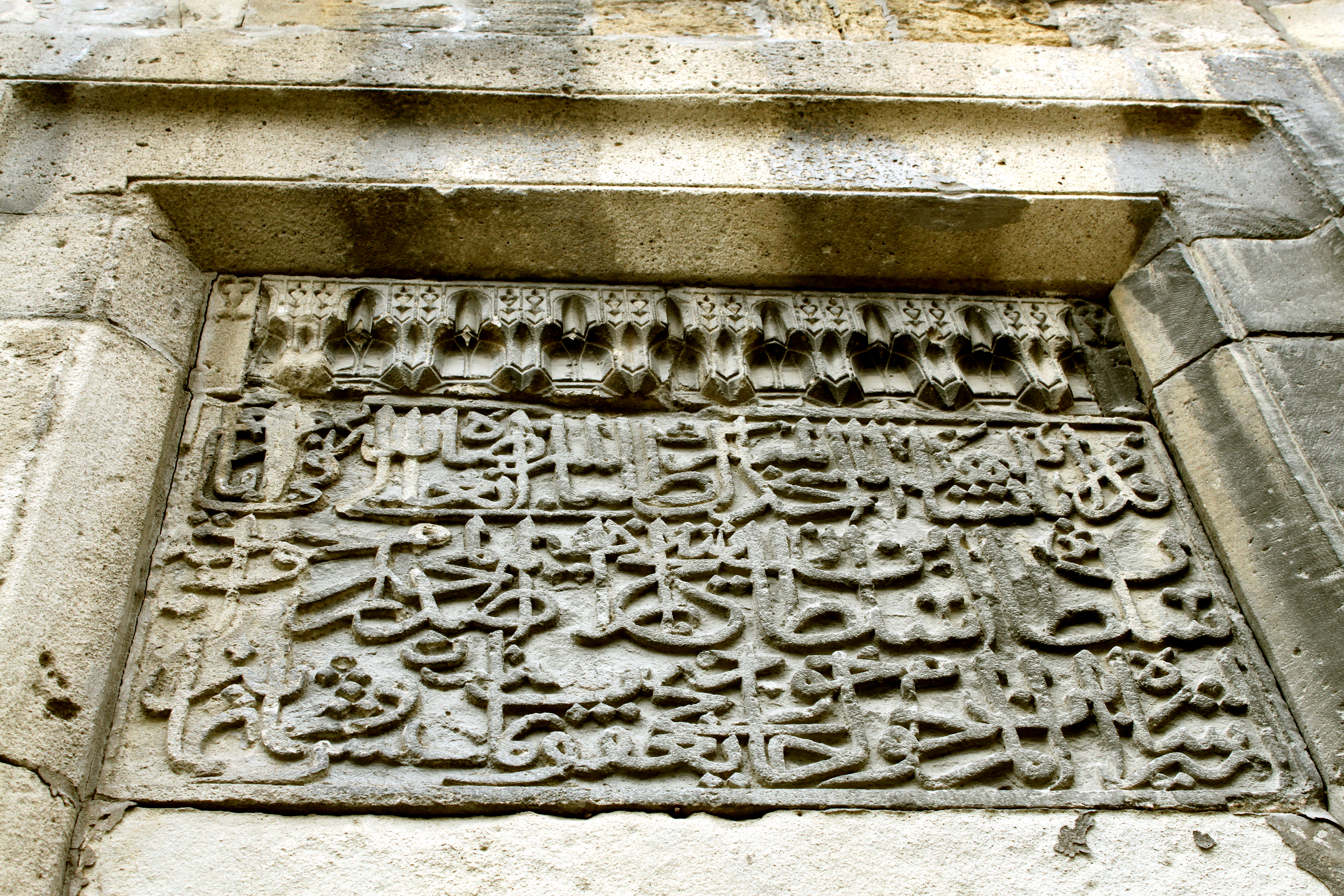